# Aimery de Montréal
 (avril 2014).
Si vous disposez d'ouvrages ou d'articles de référence ou si vous connaissez des sites web de qualité traitant du thème abordé ici, merci de compléter l'article en donnant les références utiles à sa vérifiabilité et en les liant à la section « Notes et références ».
Aimery de Montréal, mort le 3 mai 1211 à Lavaur, est un seigneur de Laurac et co-seigneur de Montréal. 

## Famille
Fils d'Ugo Escafre de Roquefort et de Blanche de Laurac, il est issu de deux lignages détenant les importantes seigneuries de Laurac et Montréal. Il eut quatre sœurs :
- Esclarmonde, mariée à Guillaume de Niort, vicomte de Sault
- Navarre, mariée à Étienne de Servian, seigneur originaire du Biterrois
- Mabélia, parfaite cathare
- et Guiraude, mariée à Guilhem-Peyre de Brens, seigneur de Lavaur.

## Biographie
Baron languedocien pris dans la croisade des Albigeois, ses importants fiefs se trouvaient dans le Lauragais. Il est le conseiller de Raymond de Toulouse et de Raymond-Roger Trencavel, vicomte de Béziers et de Carcassonne. Croyant cathare, comme toute sa famille, il agit pour tenter de conserver son fief.
Ainsi, après le siège de Carcassonne de 1209, Aimery se soumet une première fois aux croisés. Cependant, il entre en dissidence dès l'automne suivant. Après le siège de Minerve en 1210, sa ville de Montréal se rend sans combattre. Il choisit alors de livrer ses seigneuries et de prêter hommage au nouveau maître de la région, Simon de Montfort. Toutefois, jugeant que ce dernier ne lui a pas confié des domaines suffisant à compenser la perte de sa terre ancestrale, il change encore de camp et participe, au printemps 1211, à la défense de Lavaur, dont sa sœur Guiraude est la châtelaine.
Au siège de Lavaur, sa sœur, Guiraude de Laurac, réputée pour sa grande charité, sera livrée à la soldatesque et lapidée après avoir été jetée dans un puits. Aimery de Montréal, venu à son secours, sera pendu et égorgé avec quatre-vingts de ses chevaliers, pour traîtrise. En effet, Aimery avait prêté serment de vassalité à Simon de Montfort : en apportant son soutien à Lavaur, il se reniait.